# Pterostichus ohionis
Pterostichus ohionis är en skalbaggsart som beskrevs av Csiki. Pterostichus ohionis ingår i släktet Pterostichus och familjen jordlöpare. Inga underarter finns listade i Catalogue of Life.